# Monsuno
Monsuno è un cartone animato nippo-statunitense di genere azione e avventura. La serie animata è stata trasmessa in anteprima su Nicktoons negli Stati Uniti d'America dal 23 febbraio 2012, mentre in Giappone è stata trasmessa su TV Tokyo dal 3 ottobre 2012. Al contrario la seconda stagione, nota come Monsuno: Combat Chaos, è andata in onda prima in Giappone su TV Tokyo dal 3 aprile 2013, precedendo gli Stati Uniti che hanno trasmesso la serie su Nicktoons dal 21 aprile 2013 al 25 maggio 2014. La terza stagione, che mantiene lo stesso titolo della seconda, è stata pubblicata interamente su Hulu il 1º luglio 2014.
In Italia la prima stagione è stata trasmessa da Nickelodeon dal 23 aprile al 6 luglio 2012 e in chiaro su K2 dal 27 agosto  fino al 20 settembre 2012. La seconda stagione, intitolata Monsuno: Guerra al grande Caos, è stata trasmessa dal 4 al 29 novembre 2013 su K2.

## Trama
Il giovane Chase, accompagnato dai suoi due amici Bren e Jinja, parte alla ricerca di suo padre, il dr. Jeredy Suno, scomparso dopo essere riuscito a dar vita a potenti creature ibride unendo antico DNA alieno, piovuto sulla terra milioni di anni prima, e DNA animale: i Monsuno. Nel viaggio, si troverà a scontrarsi con la S.T.O.R.M. - Strategic Tactical Operatives for the Recovery of Monsuno (Operativi Tattici Strategici per il Recupero dei Monsuno), capeggiata dalla spietata e tirannica Charlemagne, e con la Eklipse dell'infido e malvagio dr. Emmanuel Klipse, anch'esse entrambe sulle tracce del dr. Suno al fine di impossessarsi dei segreti dei Monsuno e poter dominare il mondo. Al trio si aggiungeranno, nel corso della serie, il monaco Beyal e il misterioso Dax.

## Personaggi
Chase de Sousa Saramaqo Suno
Ha quindici anni, è un ragazzo sicuro di sé ed ama le sfide. Suo padre Jeredy è scomparso. Sua madre Sofia inizialmente si ritiene sia morta in circostanze misteriose, salvo poi scoprire nella seconda stagione che è ancora viva, ma prigioniera degli “End of Destiny”, che usano la sua abilità della Vista Monsuno per alimentare il Pozzo delle Visioni con il preciso scopo di diventare immortali. A differenza della S.T.O.R.M. lui non vede nei Monsuno mere bestie da combattimento, riconoscendo fin da subito che essi sono esseri senzienti capaci di provare sentimenti. I suoi Monsuno sono: Lock, Evo, Nitestone, Babeon, Deepsix (seconda stagione) e Batteram (seconda stagione).
Doppiato da: Cam Clarke (ed. inglese), Omar Vitelli (ed. italiana)
Bren
Il migliore amico di Chase, che egli ritiene un fratello. È molto intelligente. Commenta con battute ogni situazione, anche la più spericolata e disperata. È un vero e proprio genio dell'informatica, infatti in molteplici occasioni il suo aiuto si rivela preziosissimo per salvare Chase e il resto della squadra, e nella seconda stagione anche il padre di Chase. I suoi Monsuno sono: Quickforce (morto per proteggerlo dall'esplosione di una Bomba Nucleo Selvaggio alla fine del primo episodio della seconda stagione. La morte del Monsuno lascerà sconvolto il ragazzo che piangerà la morte del Monsuno a cui era molto affezionato tuttavia grazie all'aiuto del padre di Chase riuscirà a far rinascere il Monsuno in una nuova forma in Neo QuickForce), Neo Quickforce (dal secondo episodio della seconda stagione), Longfang e Shellshot (seconda stagione).
Doppiato da: Christopher Smith (ed. inglese), Andrea Oldani (ed. italiana)
Jinja
Una ragazza con un forte senso della giustizia, odia gli imbroglioni e ama vivere avventure spericolate. Nella seconda stagione si innamora di Beyal, anche se i due non avranno mai occasione di dichiararsi. È dotata di un'empatia straordinaria, cosa che le consente di stringere amicizia con chiunque sia animato da buone intenzioni. Inizialmente prende in antipatia Dax a causa del fatto che questi la chiama sempre "principessa" per prenderla in giro, ma col passare del tempo si abitua ai suoi modi e i due diventano amici. I suoi Monsuno sono: Charger, Whipper e Skyfall (seconda stagione).
Doppiata da: Karen Strassman (ed. inglese), Jolanda Granato (ed. italiana)
Beyal
Un monaco himalayano dedito alla meditazione, trova difficile relazionarsi con gli altri, in particolar modo con le ragazze. Come Chase possiede il dono della Vista Monsuno, dono che sembra perdere nella prima stagione a causa della gelosia verso Chase, che dopo aver appreso da Beyal come comunicare con i Monsuno, inizia ad avere visioni al posto suo, salvo poi riacquisire i suoi poteri grazie all'aiuto dell'amico che si fa in quattro per riuscire a riportarlo nella squadra dopo che lo sforzo per ricevere forzatamente una visione l'aveva reso momentaneamente incosciente. Nella seconda stagione sembra aver superato la gelosia verso Chase, e lo aiuta a gestire meglio il dono della Vista. I suoi Monsuno sono: Glowblade, Arachnablade e Mysticblade (seconda stagione).
Doppiato da: Kirk Thornton (ed. inglese), Patrizia Mottola (ed. italiana)
Dax
È un ragazzo ribelle che non ama le regole. Chiama sempre Jinja "principessa". Nella prima stagione è un diretto subordinato del padre di Chase, al quale ha promesso di rimanere accanto al ragazzo per aiutarlo e per tenerlo lontano dai guai. Successivamente, a causa dell'amicizia che lo lega a Chase, decide di aiutarlo a ricongiungersi con il padre. Poco dopo il suo ingresso nella squadra di Chase, d'accordo con quest'ultimo, finge di tradire i suoi amici e di passare dalla parte della S.T.O.R.M., solo per poter ingannare Charlemagne e sottrarle delle fiale contenenti Essenza Monsuno. Nella seconda stagione si scopre essere orfano di entrambi i genitori a causa della crudeltà del dr. Emmanuel Klipse, che per sfruttare il terreno su cui sorgeva il paese natale di Dax non esita a condurre un attacco contro di esso allo scopo di raderlo al suolo. I suoi Monsuno sono: Airswitch, Boost, Bioblaze e Clubber (seconda stagione).
Doppiato da: Keith Silverstein (ed. inglese), Davide Garbolino (ed. italiana)
Jeredy de Sousa Saramaqo Suno
Il padre scomparso di Chase, è il creatore dei Monsuno. Inizialmente lavorava per la S.T.O.R.M. insieme a Jon Ace ed altri scienziati, salvo poi scoprire che essa intende usare i Monsuno per dominare il mondo, invece che per salvarlo. Dopo aver abbandonato la S.T.O.R.M. viene braccato da questa e dalla Eklipse, che intendono usare le sue conoscenze per i loro piani di dominio. Nella prima stagione è convinto che il solo modo per fermare i Monsuno sia distruggere l'Essenza Monsuno prima che questa distrugga il pianeta, pertanto crea con l'aiuto di Dax una rete di dispositivi che una volta attivati provocheranno una serie di esplosioni in profondità nel pianeta distruggendo l'Essenza e causando la totale estinzione dei Monsuno. Alla fine della prima stagione sceglie di lasciare che sia Chase a decidere se attivare o meno la rete, ma il ragazzo, conscio del fatto cha la convivenza tra i Monsuno e gli esseri umani è possibile, decide di non attivare il detonatore. Nella seconda stagione, per evitare di essere nuovamente catturato dai nemici, si nasconde su un treno sempre in movimento insieme a Jon Ace, affidando a Chase e agli altri quattro membri della Squadra Core-Tech il compito di investigare per lui sugli sviluppi dell'Essenza Monsuno sul pianeta, restando però in contatto con loro.
Doppiato da: Lorenzo Scattorin (ed. italiana)
Charlemagne
È il capo della S.T.O.R.M. nonché ex capo di Jeredy Suno, Jon Ace ed Emmanuel Klipse. Sebbene la S.T.O.R.M. Force sia una forza militare al servizio del governo mondiale finalizzata a proteggere il mondo, Charlemagne per avidità ne devia gli obiettivi affinché domini il mondo rimodellandolo secondo i suoi desideri, guardando come Trey ai Monsuno quali meri oggetti di potere piuttosto che esseri senzienti capaci di emozioni. Negli episodi finali della prima stagione riesce a catturare Jeredy, salvo poi subire l'ennesima sconfitta da Chase che libera il padre e affonda la sua flotta. Verso la fine della seconda stagione, dopo aver subito molteplici sconfitte, perde la fiducia del governo mondiale e viene arrestata. Il suo ruolo passa temporaneamente a Trey, salvo poi essere ceduto a Jon Ace. I suoi Monsuno sono: Drifblade e Blackbullet (dopo le dimissioni di Jon Ace).
Doppiata da: Karen Strassman (ed. inglese), Marina Thovez (ed. italiana)
Trey
È il secondo comandante in capo della S.T.O.R.M. Inizialmente è uno dei comandanti di Charlemagne insieme a Jon Ace, ma a differenza di quest'ultimo pur di eseguire gli ordini del suo capo è disposto anche a fare del male. Si rivela privo di scrupoli verso i Monsuno, ritenendoli solo bestie da combattimento incapaci di provare sentimenti, motivo per cui è profondamente avversato da Chase che più volte ha avuto invece dimostrazione che i Monsuno provano sentimenti. Dopo le dimissioni di Jon Ace inizia a braccare anche quest'ultimo per ordine di Charlemagne, salvo poi cessare di dargli la caccia dopo la sua presunta morte. Verso la fine della seconda stagione disobbedisce per la prima volta agli ordini di Charlemagne quando quest'ultima, pur di preservare il suo posto di comandante in capo, gli ordina di rinchiudere i rappresentanti del governo mondiale, scegliendo invece di lasciarli liberi e ottenendo da loro un'ultima occasione per Charlemagne, nella speranza che riesca a battere Chase Suno. Dopo l'ennesima sconfitta di Charlemagne decide di obbedire agli ordini dei rappresentanti del governo mondiale onorando il suo giuramento, e fa arrestare Charlemagne. I suoi Monsuno sono: Riccoshot, Goldhorn (dopo le dimissioni di Jon Ace), Venomeleon, Klipper (seconda stagione) e Bayonet (seconda stagione).
Doppiato da: Keith Silverstein (ed. inglese), Gianluca Iacono (ed. italiana)
Jon Ace
È l'assistente di Jeredy. È al servizio di Charlemagne, ma diversamente da Trey possiede un forte senso dell'onore che lo spinge ad andare contro le volontà del suo capo pur di fare la cosa giusta. Dopo aver compreso che Charlemagne lo ha solamente usato per i suoi scopi, si dimette e inizia a viaggiare con Chase con l'intento celato di eliminare tutti i Monsuno. In seguito ad un incidente generato da uno degli esperimenti di Klipse finito male, diventa un mostro ibrido mezzo uomo e mezzo Monsuno. Viene catturato da Klipse, che colpito dalla sua trasformazione tenta di controllarlo impiantandogli un dispositivo sulla schiena. Alla fine della prima stagione aiuta Klipse a cattuarare Jeredy, salvo poi essere sconfitto da Chase e dai suoi amici. Riacquistata la ragione e la coscienza di se stesso, viene preso in custodia da Jeredy, che cerca disperatamente una cura per la sua condizione. Inizialmente il suo lato Monsuno sembra prendere il sopravvento, ma grazie al coraggio di Chase e alle abilità di Lock riesce a tornare normale e inizia nuovamente ad aiutare Jeredy e Chase. Prima delle dimissioni dalla S.T.O.R.M. i suoi Monsuno erano Blackbullet e Goldhorn.
Doppiato da: Christopher Smith (ed. inglese), Simone Leonardi (ed. italiana)
Dr. Emmanuel Klipse
Capo della Eklipse, è il principale antagonista della serie. In passato scienziato al servizio della S.T.O.R.M. come Jeredy, decide di abbandonare il collega per concentrarsi sul suo vero obiettivo: usare l'Essenza Monsuno per dominare il mondo. Inizialmente pare invincibile, ma nella seconda stagione Chase riesce in svariate occasioni a sconfiggerlo. Per tentare di scoprire il segreto delle abilità speciali di Lock, crea con l'aiuto del suo fidato cameriere un clone adolescente di se stesso sfruttando pure il DNA di Chase nel processo di realizzazione, cosa che gli consente di acquisire, ma solo in parte, il controllo di Lock, salvo poi perderlo a causa del legame che unisce Chase e il Monsuno. Nella seconda stagione, dopo aver perso Jon Ace tenta in ogni modo di replicare il risultato dell'incidente al fine di creare un esercito personale di ibridi uomo - Monsuno con l'obiettivo di dominare il mondo, per questo cerca in più occasioni di catturare Chase e di usarlo come cavia per i suoi esperimenti, ma tutti i suoi tentativi falliscono a causa dell'amicizia del ragazzo con il resto dei suoi compagni, che riescono sempre a salvarlo. Il suo Monsuno è Backslash.
Doppiato da: Mario Zucca (ed. italiana)
Hargrave
È il leale cameriere del dr. Klipse. Nella seconda stagione viene affiancato nel ruolo dal folle Dom Pyro. Più volte rischia di diventare la cavia degli esperimenti del suo padrone, ma il suo posto viene sempre preso da Chase quando quest'ultimo si intromette nei loro piani. I suoi Monsuno sono: Shadowhornet, Firewasp e Twinsting (seconda stagione).
Doppiato da: Mario Scarabelli (ed. italiana)
Medea
La leader della banda di mercenari "Dark Spin", inizialmente al soldo del dr. Klipse, poi anche di Charlemagne, con il compito di dare la caccia a Chase, finirà per essere assoldata dagli "End of Destiny". È una giovane donna folle e sadica, che ama soltanto il denaro, ed infatti è pronta ad abbandonare il suo datore di lavoro per schierarsi dalla parte del miglior offerente. Nella prima stagione rimane affascinata dal coraggio di Chase e decide di diventare la sua arci nemica. Nella seconda stagione sviluppa un forte odio nei confronti di quest'ultimo dal momento che egli riesce puntualmente a sconfiggerla ogni volta che si incontrano. I suoi Monsuno sono: Poisonwing, Toxiclaw e Dragonwolf (seconda stagione).
Doppiata da: Karen Strassman (ed. inglese), Beatrice Caggiula (ed. italiana)

## Episodi

### Prima stagione
| n° | Titolo originale | Titolo italiano         | Prima TV USA     | Prima TV Italia   |
| -- | ---------------- | ----------------------- | ---------------- | ----------------- |
| 1  | Clash            | Il confronto            | 23 febbraio 2012 | 23 aprile 2012    |
| 2  | Courage          | Il coraggio             | 23 febbraio 2012 | 12 giugno 2012    |
| 3  | Underground      | Il club dei sotterranei | 1º marzo 2012    | 13 giugno 2012    |
| 4  | Wicked           | La perfidia             | 8 marzo 2012     | 14 giugno 2012    |
| 5  | Knowledge        | La conoscenza           | 15 marzo 2012    | 15 giugno 2012    |
| 6  | Breakthrough     | Il passaggio            | 22 marzo 2012    | 16 giugno 2012    |
| 7  | R.S.V.P.         | L'invito                | 29 marzo 2012    | 17 giugno 2012    |
| 8  | Appleseeds       | Antiche rovine          | 29 maggio 2012   | 18 giugno 2012    |
| 9  | Eye              | L'uragano               | 30 maggio 2012   | 19 giugno 2012    |
| 10 | Deceit           | Complice o nemico?      | 31 maggio 2012   | 20 giugno 2012    |
| 11 | Trust            | La fiducia              | 7 giugno 2012    | 21 giugno 2012    |
| 12 | Haunted          | Caccia grossa           | 14 giugno 2012   | 22 giugno 2012    |
| 13 | Shadow           | L'effetto ombra         | 21 giugno 2012   | 23 giugno 2012    |
| 14 | Lost             | La visione              | 28 giugno 2012   | 24 giugno 2012    |
| 15 | Light            | Di nuovo amici          | 5 luglio 2012    | 25 giugno 2012    |
| 16 | Bright           | Una piccola vacanza     | 12 luglio 2012   | 26 giugno 2012    |
| 17 | Trophies         | Trofei                  | 19 luglio 2012   | 27 giugno 2012    |
| 18 | Ice              | Ghiaccio                | 26 luglio 2012   | 28 giugno 2012    |
| 19 | Wellspring       | La fonte di vita pura   | 12 ottobre 2012  | 29 giugno 2012    |
| 20 | Life             | Padre e figlio          | 19 ottobre 2012  | 30 giugno 2012    |
| 21 | Failsafe         | I dispositivi           | 26 ottobre 2012  | 1º luglio 2012    |
| 22 | Remembrance      | Vecchi ricordi          | 2 novembre 2012  | 2 luglio 2012     |
| 23 | Assault          | L'assalto               | 9 novembre 2012  | 3 luglio 2012     |
| 24 | Monster          | La cosa                 | 16 novembre 2012 | 19 settembre 2012 |
| 25 | Endgame          | Uniti contro il male    | 21 novembre 2012 | 20 settembre 2012 |
| 26 | Rising           | Contro la distruzione   | 21 novembre 2012 | 20 settembre 2012 |

### Seconda stagione
| n° | Titolo originale | Titolo italiano        | Prima TV USA     | Prima TV Italia  |
| -- | ---------------- | ---------------------- | ---------------- | ---------------- |
| 27 | Flash            | L'inganno              | 21 aprile 2013   | 4 novembre 2013  |
| 28 | Bang             | La bomba               | 28 aprile 2013   | 4 novembre 2013  |
| 29 | Mysterious       | Il dono                | 5 maggio 2013    | 5 novembre 2013  |
| 30 | Antithesis       | L'antitesi             | 12 maggio 2013   | 6 novembre 2013  |
| 31 | Kidnapped        | Il rapimento           | 19 maggio 2013   | 7 novembre 2013  |
| 32 | 6                | Six                    | 26 maggio 2013   | 8 novembre 2013  |
| 33 | Mirrors          | Cloni                  | 2 giugno 2013    | 11 novembre 2013 |
| 34 | Lynchpin         | Il fulcro              | 9 giugno 2013    | 12 novembre 2013 |
| 35 | Insight          | Il pozzo delle visioni | 16 giugno 2013   | 13 novembre 2013 |
| 36 | Tornado          | Tornado                | 23 giugno 2013   | 14 novembre 2013 |
| 37 | Knights          | I cavalieri            | 30 giugno 2013   | 15 novembre 2013 |
| 38 | Protect          | Protezione             | 26 gennaio 2014  | 18 novembre 2013 |
| 39 | Power            | Potenza                | 23 febbraio 2014 | 19 novembre 2013 |
| 40 | Extras           | Un nuovo componente    | 2 marzo 2014     | 20 novembre 2013 |
| 41 | Peace            | Pace                   | 9 marzo 2014     | 21 novembre 2013 |
| 42 | Train            | Il treno               | 16 marzo 2014    | 22 novembre 2013 |
| 43 | Combat           | L'attacco hacker       | 23 marzo 2014    | 25 novembre 2013 |
| 44 | Frenemies        | Amici-nemici           | 30 marzo 2014    | 25 novembre 2013 |
| 45 | Pulse            | I nuclei sperimentali  | 6 aprile 2014    | 26 novembre 2013 |
| 46 | Hate             | Odio                   | 13 aprile 2014   | 26 novembre 2013 |
| 47 | Discovery        | La visione di Bren     | 20 aprile 2014   | 27 novembre 2013 |
| 48 | Thunderhead      | Nuvole nere            | 27 aprile 2014   | 27 novembre 2013 |
| 49 | Mayhem           | I pezzi mancanti       | 4 maggio 2014    | 28 novembre 2013 |
| 50 | Pentoculus       | Il Pentoculus          | 11 maggio 2014   | 28 novembre 2013 |
| 51 | Massive          | Il gran finale         | 18 maggio 2014   | 29 novembre 2013 |
| 52 | Victory          | Vittoria               | 25 maggio 2014   | 29 novembre 2013 |

### Terza stagione
| n° | Titolo originale | Titolo italiano | Prima TV USA   | Prima TV Italia |
| -- | ---------------- | --------------- | -------------- | --------------- |
| 53 | Evolve (Part 1)  |                 | 1º luglio 2014 |                 |
| 54 | Evolve (Part 2)  |                 | 1º luglio 2014 |                 |
| 55 | POV              |                 | 1º luglio 2014 |                 |
| 56 | Temple           |                 | 1º luglio 2014 |                 |
| 57 | Haunting         |                 | 1º luglio 2014 |                 |
| 58 | Spin             |                 | 1º luglio 2014 |                 |
| 59 | Go               |                 | 1º luglio 2014 |                 |
| 60 | Test             |                 | 1º luglio 2014 |                 |
| 61 | Pet              |                 | 1º luglio 2014 |                 |
| 62 | Babysitting      |                 | 1º luglio 2014 |                 |
| 63 | Space            |                 | 1º luglio 2014 |                 |
| 64 | Bros             |                 | 1º luglio 2014 |                 |
| 65 | Ceasefire        |                 | 1º luglio 2014 |                 |